# 阿拉善龍 (中國)
阿拉善龍屬（屬名：Alxasaurus），是鐮刀龍超科下的一個屬，生活於下白堊紀的中國內蒙古。牠是鐮刀龍超科內最早發現的恐龍之一，化石仍然保有其形狀：包括長頸、短尾及長指爪。與其他的後期鐮刀龍類恐龍一樣，牠是雙足的草食性恐龍，有著大型的內臟來處理植物食物。目前已經發現幾個標本，當中最大型的是一頭幼龍，身長超過3.8米長。
阿拉善龍最初由加拿大古生物學家戴爾·羅素及他的中國同僚董枝明於1993年的一份論文中被描述及命名。雖然這份論文原先是包括在加拿大地球科學雜誌1993年的期刊內，但這期刊卻要到1994年才出版，所以有些文獻會引用為1994年。

## 命名

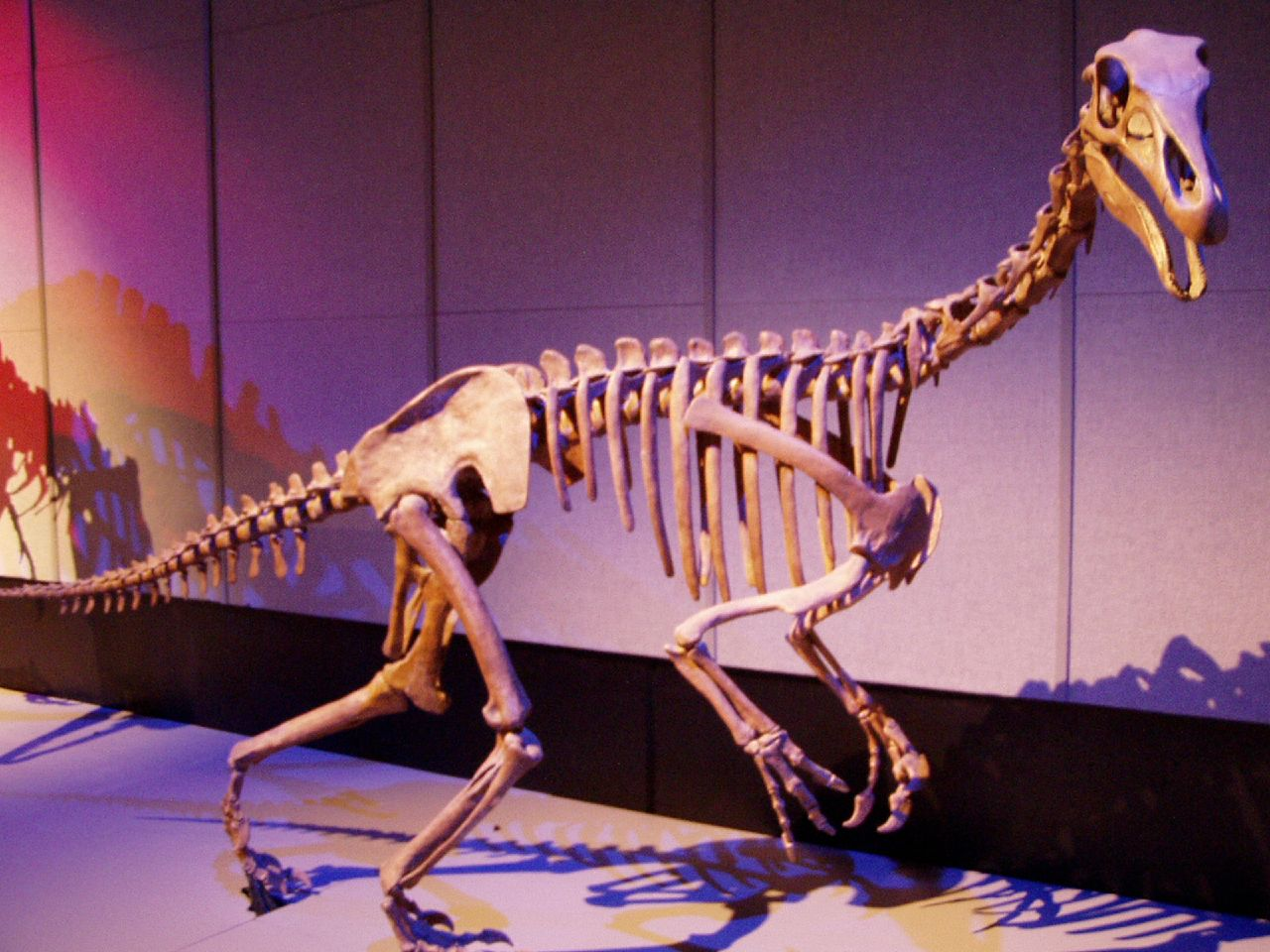
阿拉善龍的骨架模型，位於加拿大皇家蒂勒爾博物館

阿拉善龍與人類的體型比較

阿拉善龍的屬名意為「來自阿拉善的蜥蜴」，其中「阿拉善」是以中國內蒙古的阿拉善沙漠來命名，同時亦指阿拉善盟阿拉善左旗，兩者都是阿拉善龍的發現地。模式種是阿樂斯台阿拉善龍（A. elesitaiensis），也是目前的唯一種，種名意指化石發現地位於阿樂斯台村。

## 化石
阿拉善龍的五個標本發現在內蒙古阿拉善沙漠圖克木地區的巴音戈壁組（Bayin-Gobi Formation）地層，年代被估計是於下白堊紀的阿爾布階，距今約1億1200萬到1亿年前。正模標本（編號IVPP V88402）是其中最大型及最完整的標本，包含：下頜、一些牙齒、一些四肢的骨頭、肋骨、脊椎、以及所有5節薦椎、前19節尾椎。這些骨骼幾乎包含大部份身體的骨頭，除了頭顱骨外。

## 分類
阿拉善龍的身型及牙齒有一般鐮刀龍超科的特徵，同時也有著典型的獸腳亞目特徵，提供了足夠證據顯示鐮刀龍類是群發展獨特的獸腳亞目恐龍。尤其是半月狀的腕骨，這特徵只有在手盜龍類出現，手盜龍類包括竊蛋龍下目、馳龍科、傷齒龍科及鳥類等演化支。而更原始的鐮刀龍超科（例如鑄鐮龍及有羽毛的北票龍）被發現後，提供了更多獸腳亞目的特徵，並且鞏固了這個分類觀念。阿拉善龍被認為是介乎在早期的北票龍及晚期的鐮刀龍超科（例如死神龍、慢龍及鐮刀龍）之間。